# Замок Блек (Віклоу)
Чорний замок (Віклоу) (англ. Black Castle) — Блек Кастл — один із замків Ірландії, розташований у графстві Віклоу на березі моря, недалеко від міста Віклов. Нині від замку лишилися вбогі руїни, що стоять на березі моря на скелі. Замок оточувало море і глибокий рів, проритий з боку суші. У минулому Чорний замок Віклов був схожий на замок Каррігагуннел.

## Історія Чорного замку Віклов
На місці де стоять руїни Чорного замку починаючи з 795 року неодноразово висаджувались вікінги. Скеля мали стратегічне положення недалеко від гирла річки Вартрі і міста Кілл Вантань, яке потім назвали місто Віклов.
Під час англо-норманського завоювання Ірландії 1169 року граф Стронгбоу отримав землі на східному узбережжі Ірландії. Ці землі він передав барону Морісу ФітцДжеральду з умовою, що він збудує на цих землях потужні замки. Що захистять завойовані землі від ірландських кланів. Чорний замок був одним із цих замків, почав будуватися 1174 року, але Моріс ФітцДжеральд не побачив завершення його будівництва — він помер до того. Замок добудував і володів ним Наас — предок графів Кілдер. Він отримав грамоту на будівництво і володіння Чорним замком від короля Англії Генріха ІІ.
Ці землі до завоювання були землями ірландських кланів О'Тул та О'Бірн. Ці клани вистояли під час завоювання, зберегли незалежність від Англії і вели нескінченну війну за свої землі. Чорний замок був багато разів атакований кланами О'Тул та О'Бірн. Замок двічі був спалений 1295 року. Нарешті, після більш ніж 100 років війни ці клани знищили Чорний замок в 1301 році. Більше 200 років ірландські клани володіли цими землями, де стояли руїни Чорного замку, частково його відбудували, але в 1534 році ці землі і замок знову захопила англійська корона. Замок остаточно був знесений в 1580 році. Замок лежав в руїнах, але руїну Чорного замку були використані під час повстання за незалежність Ірландії 1641 року. На руїнах закріпився і тримав оборону повстанець, вождь клану О'Тул Люк О'Тул. Його оточив англійський генерал сер Чарльз Кут. Повстанці були розбиті. У самому місті Віклов сер Чарльз Кут влаштував жорстоку різанину, знищуючи мирних жителів. Ця різанина ввійшла в історію як «Меланхолія Лейн». У 1645 році Чорний замок знову став ареною боїв і був ще більше знищений. Після цього його ніхто навіть не пробував відбудувати. У XVIII столітті ці землі і руїни були у володіннях заступника мера Віклов.
У ХХ столітті проводились археологічні розкопки, під час яких було знайдено багато артефактів середньовіччя, територія була частково впорядкована. Нині це романтичні руїни, що нагадують про трагедії давніх часів.